# Estepa borrera
L'estepa borrera (Cistus salviifolius) és una planta amb flor de la família de les cistàcies. Es tracta d'un petit arbust de 20-90 cm, molt ramificat amb fulles peciolades, arrodonides i no viscoses de color verd fosc.
La floració té lloc entre els mesos de març i juliol. Les flors tenen pètals de color blanc d'una mida d'entre 1,5-2 cm i s'agrupen en cimes terminals d'1-3 flors. Les llavors es troben dins una càpsula globosa de cinc valves.

## Hàbitat
L'estepa borrera es troba molt estesa per la regió mediterrània, preferentment sobre substrats àcids, i també sobre la terra rossa descalcificada. És molt abundant a les contrades marítimes dels Països Catalans.

## Varietats
S'han proposat nombroses varietats però cal tenir en compte que existeixen moltes formes intermèdies i que, a més, aquesta espècie sol hibridar-se amb d'altres del mateix subgènere.

## Galeria

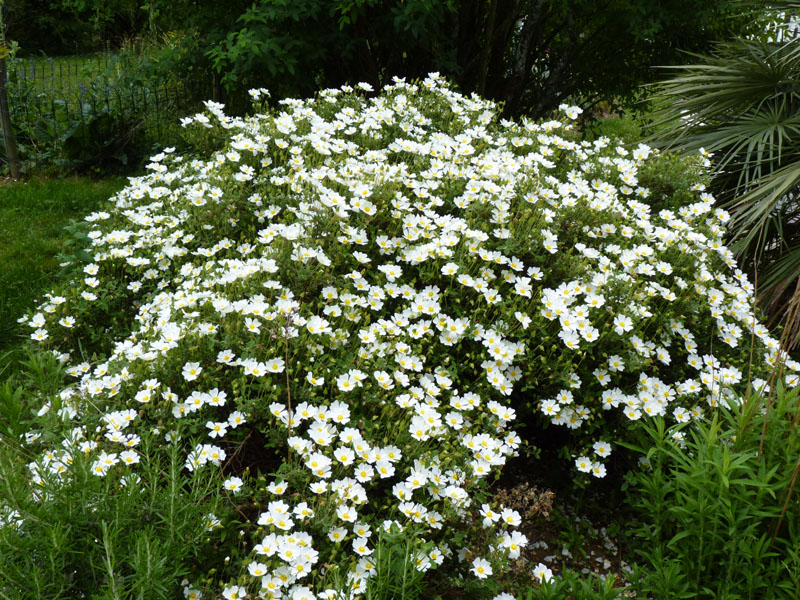
Vista de la planta
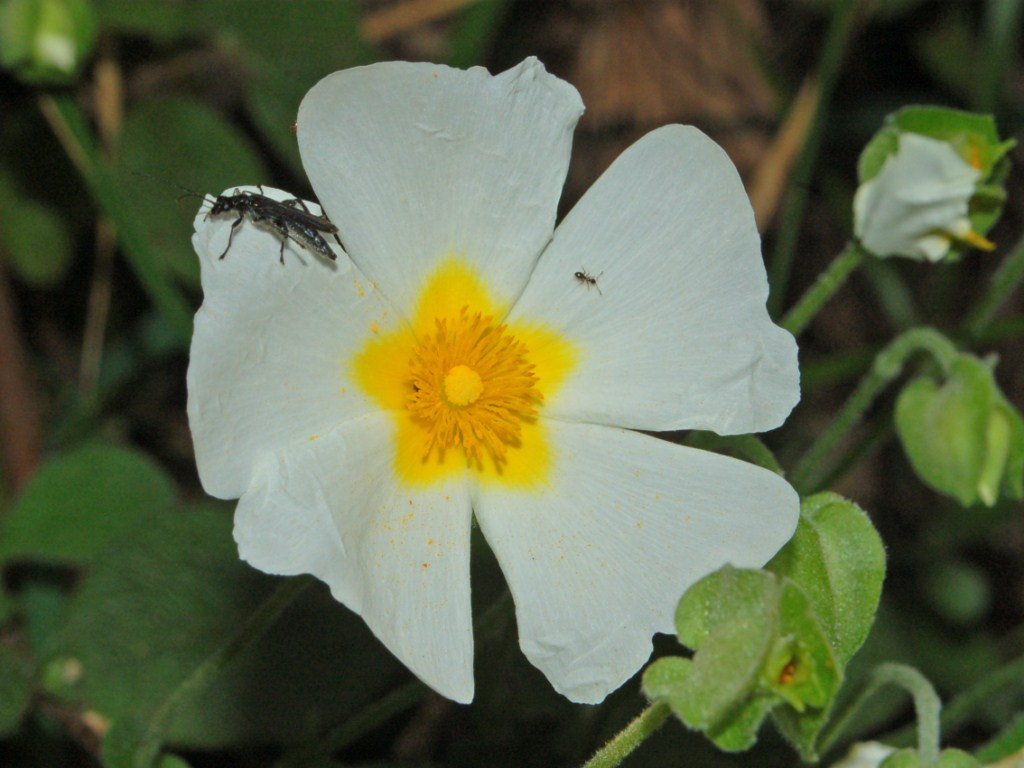
Detall de la flor
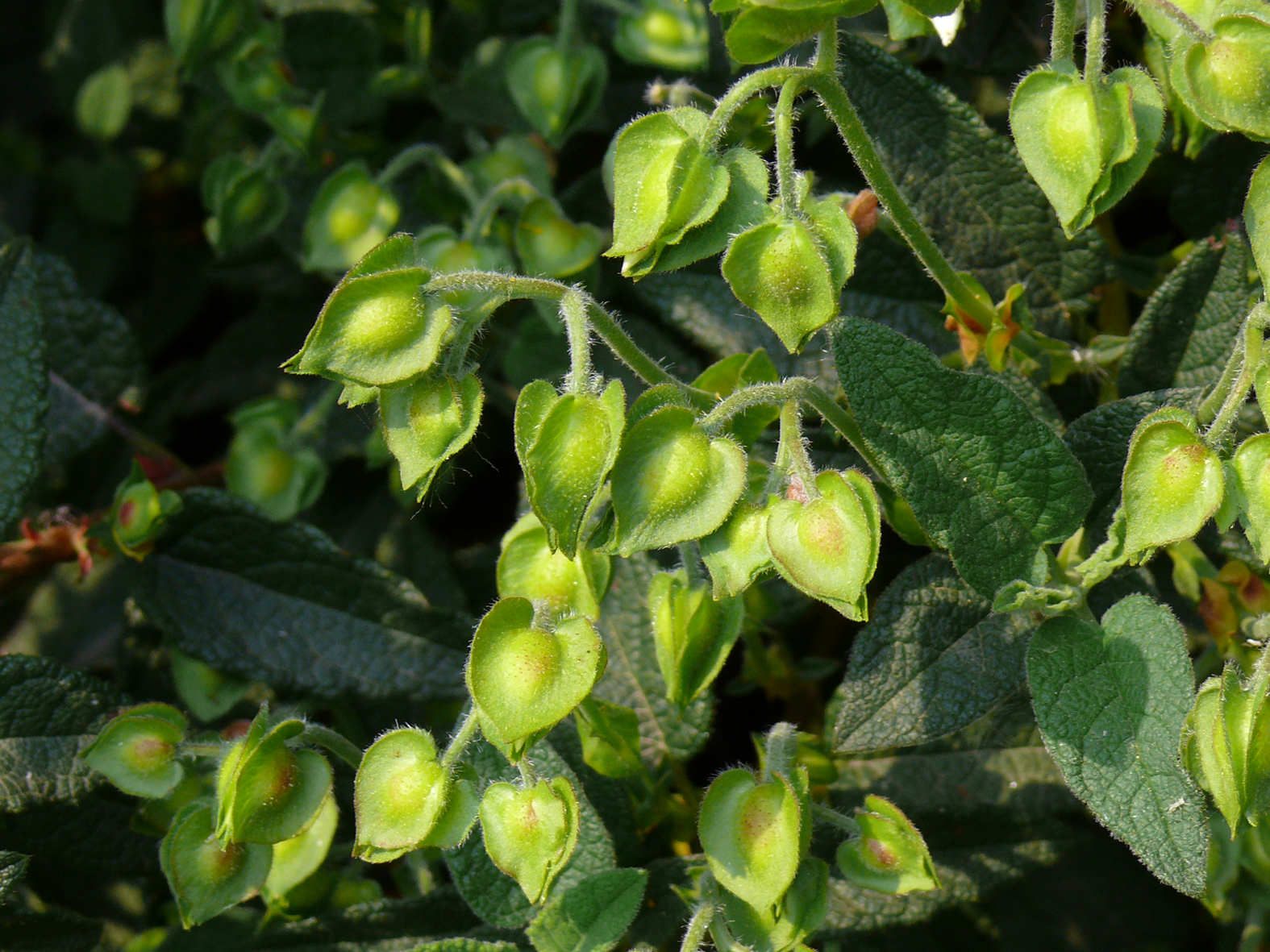
Fruits
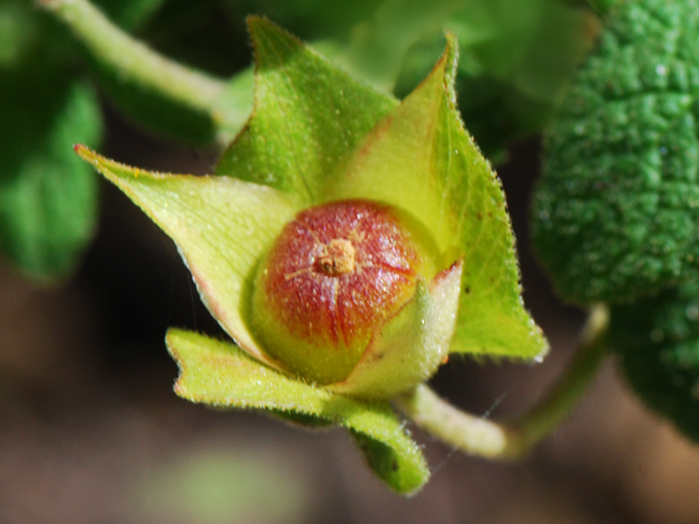
Detall del fruit
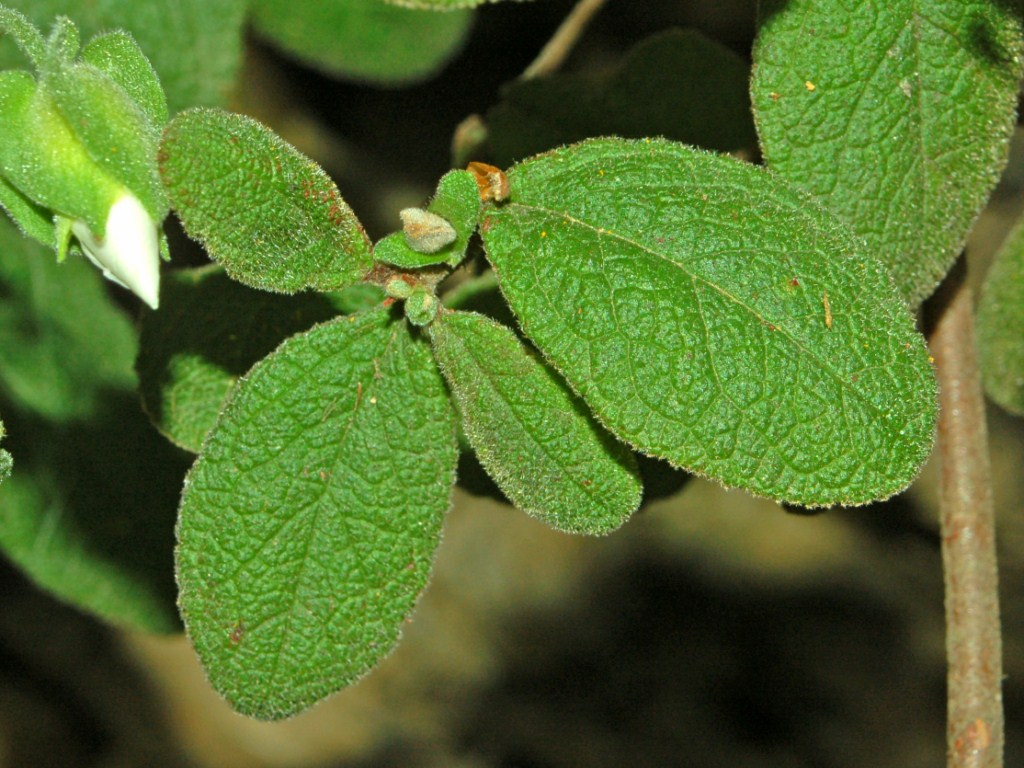
Detall de les fulles